# Wojciech Lachowski
Wojciech Lachowski herbu Jastrzębiec – wojski wiski.
Poseł ziemi wiskiej na sejm 1576/1577 roku, sejm 1590/1591 roku. Komisarz do regulacji granic między Księstwem Pruskim a województwem mazowieckim. 